# Elfego Baca: Six Gun Law
Pour les articles homonymes, voir Six Guns.
Pour plus de détails, voir Fiche technique et Distribution.
Elfego Baca: Six Gun Law est un film américain réalisé par Christian Nyby pour Walt Disney Pictures sorti en 1962 aux États-Unis. Il s'agit d'une compilation d'extraits des épisodes de la série Elfego Baca produite par le studio Disney de 1958-1960.

## Synopsis
Elfego s'engage comme avocat pour défendre son ami, qui est accusé à tort d'avoir commit un vol. 

## Fiche technique
- Titre original : Elfego Baca: Six Gun Law
- Réalisation : Christian Nyby
- Scénario :
- Producteur :
- Photographie : Lucien Ballard

## Distribution
- Robert Loggia : Elfego Baca
- Skip Homeier
- Raymond Bailey
- I. Stanford Jolley
- Annette Funicello : Chiquita
- Lynn Bari